# Тадэпхохан
«Тадэпхохан» (кор. 다대포항) — станция Пусанского метро на Первой линии. Представлена двумя боковыми платформами. Открыта 20 апреля 2017 года, обслуживается Пусанской муниципальной транспортной корпорацией. Расположена в районе Саха-гу Пусана, Республика Корея. На станции установлены платформенные раздвижные двери.